# Bánh đà phản lực

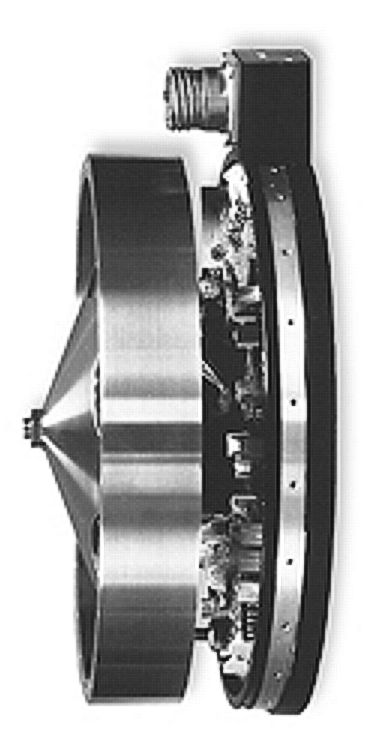
Một thiết kế cơ bản của bánh đà phản lực

Bánh đà phản lực là một loại bánh đà, có thể được làm quay bằng động cơ điện, chủ yếu được sử dụng trong hệ thống điều khiển tư thế của tàu vũ trụ (phi thuyền). Việc điều khiển tư thế bằng bánh đà phản lực nói chung không cần sử dụng nhiên liệu như với các động cơ tên lửa. Nguyên lý hoạt động của bánh đà phản lực chủ yếu dựa trên bảo toàn mômen động lượng.

## Cấu tạo
Về cơ bản, một bánh đà phản lực bao gồm: một bánh đà với hầu hết các bộ phận nằm trên một động cơ nhỏ nhưng mạnh mẽ, bộ phận điều khiển để thay đổi tốc độ của bánh đà và các cảm biến cảm nhận tốc độ của bánh đà.

## Chức năng
Bánh đà phản lực là thiết bị được sử dụng với mục đích xoay phi thuyền theo các hướng khác nhau mà không cần bắn tên lửa hay dùng động cơ phản lực. Chúng đặc biệt hữu ích khi xoay phi thuyền với góc rất nhỏ, ví dụ như giữ một kính viễn vọng hướng vào một ngôi sao. Thiết kế cơ bản của bánh đà phản lực cũng làm cho nó có khả năng giữ một vệ tinh trong một tư thế thích hợp. Ví dụ như vệ tinh thông tin liên lạc cần được luôn định hướng chính xác để quay ăng ten về trạm mặt đất, nếu không vệ tinh không thể nhận và gửi tín hiệu.

## Lịch sử
Bánh đà phản lực Microsat Reaction Wheel (MRW) hay Micro Wheel được phát triển bởi Công ty vệ tinh Surrey (Surrey Satellite Technology Ltd) vào giữa những năm 90, nó có thiết kế độc đáo với các thiết bị điện tử đơn giản đi kèm trong bánh xe, khối lượng nhẹ.
Sau đó, vào năm 2000, SSTL (Surrey Satellite Technology Ltd) phát triển thêm các bánh đà phản lực mới như EMRW và SMRW dựa trên những thành công của MRW. Các bánh đà phản lực này đã định hướng cho sự phát triển của những thế hệ tiếp theo, sử dụng các thiết bị điện tử tương tự và hệ thống bôi trơn.

## Hoạt động
Bánh đà phản lực chỉ có khả năng xoay một phi thuyền quanh tâm của nó, không có khả năng di chuyển phi thuyền tới một vị trí khác. Để xoay phi thuyền theo một hướng, các bánh đà phản lực thích hợp quay theo hướng ngược lại. Khi mômen động lượng của bánh đà thay đổi, mômen động lượng của phần còn lại của phi thuyền phải thay đổi một giá trị ngược lại để đảm bảo tổng mômen động lượng của phi thuyền không đổi (theo bảo toàn mô men động lượng, do phi thuyền có thể coi là không chịu mômen ngoại lực nào).
Thực tế, những mômen lực nhỏ bên ngoài phi thuyền có thể khiến bánh đà phải liên tục thay đổi tốc độ một cách từ từ để duy trì phi thuyền theo một phương hướng nhất định.
Bánh đà phản lực thường được quay bằng động cơ điện. Những thay đổi trong tốc độ được điều khiển bởi máy tính điện tử. Sức bền của các vật liệu của một bánh đà phản lực quyết định tốc độ quay tối đa của nó, và do đó lượng mômen động lượng tối đa mà nó dự trữ. Vượt qua tốc độ quay tối đa, lực ly tâm sẽ làm bánh đà bung ra.
Bánh đà phản lực thường chiếm một phần nhỏ trong tổng khối lượng của một phi thuyền, nhưng những thay đổi tốc độ quay của nó đem lại những thay đổi rất chính xác về phương hướng của phi thuyền, do đó, bánh đà phản lực thường được dùng trong phi thuyền với các máy ảnh hoặc dùng trong kính thiên văn. Ví dụ kính viễn vọng không gian Hubble sử dụng bánh đà phản lực để ổn định chuyển động quay.